# Đại hội Thể thao Đông Nam Á 1993
Đại hội Thể thao Đông Nam Á 1993, với tên gọi chính thức là Đại hội Thể thao Đông Nam Á lần thứ 17, là một sự kiện thể thao đa môn được tổ chức tại Singapore từ ngày 12 đến ngày 20 tháng 6 năm 1993, với tổng cộng 29 môn thể thao được đưa vào chương trình thi đấu của kỳ đại hội lần này. Đại hội được Tổng thống Singapore khi đó là ông Hoàng Kim Huy chính thức tuyên bố khai mạc. Đây là lần thứ ba Singapore đăng cai tổ chức Đại hội Thể thao Đông Nam Á, sau hai lần trước đó vào các năm 1973 và 1983. Bảng tổng sắp huy chương chung cuộc ghi nhận Indonesia là đoàn thể thao dẫn đầu, tiếp theo lần lượt là Thái Lan, Philippines và nước chủ nhà Singapore.

## Quốc gia tham dự
- Brunei
- Indonesia
- Lào
- Malaysia
- Myanmar
- Philippines
- Singapore (Chủ nhà)
- Thái Lan
- Việt Nam

## Linh vật
Sư tử Singa là linh vật.

## Bảng tổng sắp huy chương
Tổng cộng có 1.048 huy chương được trao cho các vận động viên, bao gồm 319 huy chương Vàng, 318 huy chương Bạc và 411 huy chương Đồng. Thành tích của nước chủ nhà Singapore tại kỳ đại hội lần này được đánh giá là tốt nhất từ trước đến nay, giúp họ xếp hạng tư chung cuộc trong số các quốc gia tham dự.
| Hạng               | Đoàn               | Vàng | Bạc | Đồng | Tổng số |
| ------------------ | ------------------ | ---- | --- | ---- | ------- |
| 1                  | Indonesia (INA)    | 88   | 81  | 84   | 253     |
| 2                  | Thái Lan (THA)     | 63   | 70  | 63   | 196     |
| 3                  | Philippines (PHI)  | 57   | 59  | 72   | 188     |
| 4                  | Singapore (SIN)    | 50   | 40  | 74   | 164     |
| 5                  | Malaysia (MAS)     | 43   | 45  | 65   | 153     |
| 6                  | Việt Nam (VIE)     | 9    | 6   | 19   | 34      |
| 7                  | Myanmar (MYA)      | 8    | 13  | 16   | 37      |
| 8                  | Brunei (BRU)       | 1    | 3   | 18   | 22      |
| 9                  | Lào (LAO)          | 0    | 1   | 0    | 1       |
| Tổng số (9 đơn vị) | Tổng số (9 đơn vị) | 319  | 318 | 411  | 1048    |

## Môn thể thao
- Bắn cung  (chi tiết)

- Điền kinh  (chi tiết)

- Thể thao dưới nước  (chi tiết)

- Cầu lông  (chi tiết)

- Bóng rổ  (chi tiết)

- Bi-a và snooker  (chi tiết)

- Thể hình  (chi tiết)

- Bowling  (chi tiết)

- Quyền Anh  (chi tiết)

- Xe đạp  (chi tiết)

- Đấu kiếm  (chi tiết)

- Bóng đá  (chi tiết)

- Golf  (chi tiết)

- Thể dục dụng cụ  (chi tiết)

- Khúc côn cầu  (chi tiết)

- Judo  (chi tiết)

- Karate  (chi tiết)

- Pencak silat  (chi tiết)

- Thuyền buồm  (chi tiết)

- Cầu mây  (chi tiết)

- Bắn súng  (chi tiết)

- Bóng quần  (chi tiết)

- Bóng bàn  (chi tiết)

- Taekwondo  (chi tiết)

- Quần vợt  (chi tiết)

- Đua thuyền truyền thống  (chi tiết)

- Bóng chuyền  (chi tiết)

- Cử tạ  (chi tiết)

- Wushu  (chi tiết)